# جينو نيميث
جينو نيميث (بالمجرية: Németh Jenő)‏ هو مصارع رياضي مجري، (ولد في بودابست في المجر 1902  م).

## وصلات خارجية
- جينو نيميث على موقع قاعدة بيانات المصارعة الدولية (الإنجليزية)
- جينو نيميث على موقع أوليمبيديا (الإنجليزية)